# Liste der Monuments historiques in Scey-Maisières
Die Liste der Monuments historiques in Scey-Maisières führt die Monuments historiques in der französischen Gemeinde Scey-Maisières auf.

## Liste der Objekte
| Bezeichnung                               | Beschreibung | Standort                                                | Kennzeichnung | Schutzstatus | Datum | Bild |
| ----------------------------------------- | --- | ------------------------------------------------------- | ------------- | ------------ | ----- | ---- |
| Skulptur Petrus                           | Holz, farbig gefasst und vergoldet, 16. Jahrhundert | Scey-en-Varais, in der Kirche Sts-Pierre-et-Paul (Lage) | PM25001343    | Classé       | 1938  |      |
| Skulpturengruppe Anna selbdritt           | Stein, farbig gefasst und vergoldet, Ende des 16. Jahrhunderts                                                                                                | Scey-en-Varais, in der Kirche Sts-Pierre-et-Paul (Lage) | PM25001344    | Classé       | 1943  |      |
| Skulptur Heiliger Werner                  | Holz, farbig gefasst und vergoldet, 17. Jahrhundert | Scey-en-Varais, in der Kirche Sts-Pierre-et-Paul (Lage) | PM25001345    | Classé       | 1962  |      |
| Wandvertäfelung des Chorraums             | Eichenholz, 18. Jahrhundert | Scey-en-Varais, in der Kirche Sts-Pierre-et-Paul (Lage) | PM25001346    | Classé       | 1966  |      |
| Kanzel                                    | Eichenholz, zweite Hälfte des 18. Jahrhunderts | Scey-en-Varais, in der Kirche Sts-Pierre-et-Paul (Lage) | PM25001347    | Classé       | 1966  |      |
| Skulptur Madonna mit Kind                 | Kalkstein, ehemals farbig gefasst, um 1500 | Scey-en-Varais, in der Kirche Sts-Pierre-et-Paul (Lage) | PM25001348    | Classé       | 1966  |      |
| Skulptur eines Bischofs                   | mit Konsole und Rahmen; Holz, farbig gefasst und vergoldet, erste Hälfte des 18. Jahrhunderts                                                                 | Scey-en-Varais, in der Kirche Sts-Pierre-et-Paul (Lage) | PM25001349    | Classé       | 1966  |      |
| Drei Beichtstühle                         | Eichenholz, erste Hälfte des 18. Jahrhunderts | Scey-en-Varais, in der Kirche Sts-Pierre-et-Paul (Lage) | PM25001350    | Classé       | 1966  |      |
| Hauptaltar                                | Altartisch, Tabernakel, Retabel, Gemälde, zwei Skulpturen und zwei Reliquienbüsten; Holz, farbig gefasst und vergoldet, Ölfarbe auf Leinwand, 18. Jahrhundert | Scey-en-Varais, in der Kirche Sts-Pierre-et-Paul (Lage) | PM25001727    | Classé       | 1966  |      |
| Gemälde Predigt des Petrus                | Ölfarbe auf Leinwand, 18. Jahrhundert | Scey-en-Varais, in der Kirche Sts-Pierre-et-Paul (Lage) | PM25001753    | Inscrit      | 2005  |      |
| Skulptur Christus in der Rast             | Holz, ehemals farbig gefasst, bezeichnet 1624 | Scey-en-Varais, in der Wegekapelle Dieu-de-Pitié (Lage) | PM25002399    | Inscrit      | 1975  |      |
| Skulptur Heilige Margarete von Antiochien | Holz, ehemals farbig gefasst, 17. Jahrhundert (?) | Scey-en-Varais, in der Wegekapelle Dieu-de-Pitié (Lage) | PM25002400    | Inscrit      | 1975  |      |
| 28 Kirchenbänke                           | Eichenholz, zweite Hälfte des 18. Jahrhunderts | Scey-en-Varais, in der Kirche Sts-Pierre-et-Paul (Lage) | PM25002401    | Inscrit      | 1981  |      |
| Osterleuchter                             | Holz, farbig gefasst und vergoldet, um 1800 | Scey-en-Varais, in der Kirche Sts-Pierre-et-Paul (Lage) | PM25002402    | Inscrit      | 1981  |      |